# Требниц (Бургенландкрајс)
Требниц (њем. Trebnitz) општина је у њемачкој савезној држави Саксонија-Анхалт. Једно је од 43 општинска средишта округа Бургенланд. Према процјени из 2010. у општини је живјело 868 становника. Посједује регионалну шифру (AGS) 15084505.

## Географски и демографски подаци
Требниц се налази у савезној држави Саксонија-Анхалт у округу Бургенланд. Општина се налази на надморској висини од 182 метра. Површина општине износи 6,7 km². У самом мјесту је, према процјени из 2010. године, живјело 868 становника. Просјечна густина становништва износи 129 становника/km².

## Међународна сарадња
| Мјесто | Држава    | Врста сарадње | Од    |
| ------ | --------- | ------------- | ----- |
|        | Француска | партнерство   | 1996. |
|        | Француска | партнерство   | 1996. |
| Извор  |           |               |       |